# الكيمان
الكيمان هي منطقه أثرية وتوجد في مدينه الفيوم وبها العديد من الأماكن الاثريه كما تضم مبنى جامعه الفيوم وكانت تسمى أيام الفراعنة كروكو بولويس أرسينوى.